# Lua nova

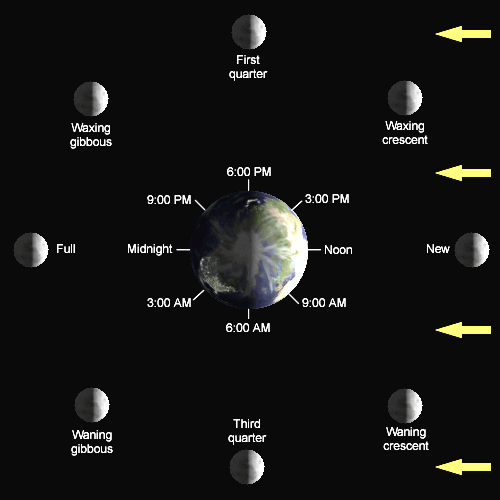
As fases da Lua dependem da posição da Lua na sua órbita à volta da Terra. Este diagrama está centrado no Polo Norte

Lua nova refere-se à fase em que  a Lua se encontra entre a Terra e o Sol, estando, portanto, em conjunção com o Sol (se observada a partir da Terra). Nessa altura, a face não iluminada da Lua está virada quase diretamente para a Terra, de modo que não é visível a olho nu.
O sentido original da expressão lua nova refere-se ao primeiro crescente visível da Lua após a conjunção com o Sol. Este tem lugar no horizonte ocidental num breve período entre o pôr do sol e o pôr da lua, de modo que tempo exacto e até mesmo a data da lua nova, por esta definição, vão ser influenciados pela localização geográfica do observador. A lua nova astronómica, ocorre no momento da conjunção em longitude eclíptica com o Sol, quando a Lua é invisível a partir da Terra. Este momento é único e é independente da localização, e sob certas circunstâncias pode coincidir com um eclipse solar.
A lua nova no seu sentido original marca o início do mês em calendários lunares, tais como o calendário muçulmano, e nos calendários lunissolares, tais como o calendário judaico, o calendário hindu e o calendário budista.

## Determinação de luas novas: uma fórmula aproximada
O intervalo de tempo entre luas novas (uma lunação) é variável. O tempo médio entre duas luas novas, o mês sinódico, é aproximadamente 29,53 dias. O tempo médio de duas luas novas pode ser calculado através da seguinte fórmula:
{\displaystyle d=5,597661+29,5305888610\times N+(102,026\times 10^{-12})\times N^{2}}
onde N é um número inteiro, começando no 0 para a primeira lua nova no ano 2000, a que é acrescentado uma unidade para cada mês sinódico que passe; o resultado d é o número de dias (e fracções) desde 01-01-2000 00h00min00 calculado a partir da escala de tempo conhecida como Tempo Terrestre (TT).
Para obter o momento da lua nova em Tempo Universal Coordenado, adiciona-se o resultado desta correção aproximada ao resultado d que se obteve em cima:
{\displaystyle -0,000739-(235\times 10^{-12})\times N^{2}} dias
Perturbações periódicas alteram o tempo da verdadeira conjunção em relação a estes valores médios. Para todas as luas novas entre 1061 e 2401, a diferença máxima é de 0,592 dias = 14h13min. A duração de uma lunação varia entre 29,272 e 29,833 dias.